# Masaoka Shiki
Shiki Masaoka (正岡子規?, Masaoka Shiki; Matsuyama, 14 ottobre 1867 – Tokyo, 19 settembre 1902) è stato un poeta, critico letterario e giornalista giapponese.
Il vero nome era Masaoka Tsunenori, sebbene fin da bambino fosse chiamato Noboru. Viene di solito considerato, con Matsuo Bashō, Yosa Buson e Kobayashi Issa, uno dei quattro grandi haijin, l'unico a non esser vissuto nel periodo Edo (risale infatti al periodo Meiji).

## Biografia
Tsunenori nacque nella città di Matsuyama, nell'antica provincia Iyo (oggi Prefettura di Ehime) da un samurai di modeste capacità economiche, Tsunenao, e da Yae, figlia del maestro di scuola Ohara Kanzan.
Rimasto orfano di padre a cinque anni, viene istruito dallo stesso Kanzan (un uomo severo e ligio alla tradizione) allo studio dei classici cinesi.
Trasferitosi a Tokyo nel 1883 con l'intento di studiare filosofia o scienze politiche in previsione di una carriera politica, si iscrisse alla facoltà di letteratura giapponese, negli stessi anni di Natsume Sōseki e Akiyama Saneyuki.  Affascinato dalla letteratura, lasciò comunque gli studi nel 1892 per un lavoro di giornalista nel quotidiano Nippon.
Tsunenori soffrì di tubercolosi per tutta la vita: nel 1889 scelse lo pseudonimo di Shiki perché la sua scrittura in kanji poteva venir letta anche come Hototogisu, cioè "cuculo", un uccello che secondo la tradizione giapponese canta finché tossisce sangue.
La situazione peggiorò quando fu scelto come corrispondente di guerra durante la Prima guerra sino-giapponese. Tornato nel 1895, si trasferì a Matsuyama nella casa di Sōseki Natsume, rendendosi conto di essere ormai malato "terminale". Dal 1898 fu costretto a restare a letto.
Scrisse continuamente, lasciando anche dei diari nel periodo 1901-1902 contenenti anche parecchie poesie. Morì a Tokyo il 19 settembre 1902.

## Opere
Masaoka Shiki fu un convinto riformatore della poesia giapponese. Lui stesso coniò i termini haiku e tanka (sostituendo hokku e waka). Dalle colonne del Nippon si scagliò contro la tradizione poetica giapponese, da lui definita ormai sterile, limitata e imitativa. La sua polemica si concentrò particolarmente contro il "mostro sacro" della poesia giapponese, Matsuo Bashō, preferendogli decisamente il meno conosciuto Yosa Buson per la sua raffinatezza priva degli elementi prosaici e meramente esplicativi per i quali accusava Bashō in Bashō Zatsudan ("Miscellanea riguardo a Bashō").
Rivendicò inoltre libertà di temi e di sillabazione, e introdusse in modo massiccio il realismo negli haiku, fondando il concetto di shasei (写生派, quadri dalla vita). Collaborò a fondare la rivista letteraria Hototogisu, la cui direzione passò poi al suo discepolo Takahama Kyoshi e che fu una tra le voci più influenti della poesia giapponese nel periodo Meiji e nel periodo Taishō. 
Dal 1898 la sua critica si concentrò sui tanka, la cui situazione a suo avviso era ancora più stagnante che non quella degli haiku. Pubblicò critiche serrate sulle antiche antologie imperiali Kokinshu e Shin Kokinshu, in una rubrica chiamata Utayomi ni atauru sho ("Libro donato ai compositori di poesia"). Chiese a gran voce un ritorno al tono vigoroso e diretto del Man'yōshū (risalente all'ottavo secolo), e rivalutò anche l'opera del terzo Shōgun Kamakura, Minamoto no Sanetomo.
Fondò anche un circolo letterario, il Negishi Tanka Society, per promuovere le sue idee sulla poesia tanka. Uno dei suoi membri, Ito Sachio, continuò il suo operato dopo la sua morte.
La sua eredità è molto imponente; rivitalizzò praticamente da solo la tradizione poetica giapponese. Sebbene all'epoca le sue idee apparissero rivoluzionarie, rimase sempre nei confini della versificazione tradizionale, al contrario dei successivi cultori del verso libero.
Le sue opere, con la loro austerità e la loro freschezza, lo mantengono attuale anche ai giorni nostri. Viene considerato uno dei "quattro grandi maestri" della poesia haiku, assieme a Bashō, Buson e Kobayashi Issa.